# Pterostylis woollsii
Pterostylis woollsii är en orkidéart som beskrevs av Robert Desmond David Fitzgerald. Pterostylis woollsii ingår i släktet Pterostylis och familjen orkidéer. Inga underarter finns listade i Catalogue of Life.